# Arby
Arby är kyrkby i Arby socken i Kalmar kommun i Kalmar län belägen vid Hagbyån två mil sydväst om Kalmar.
I Arby ligger Arby kyrka.